# 써니 데올

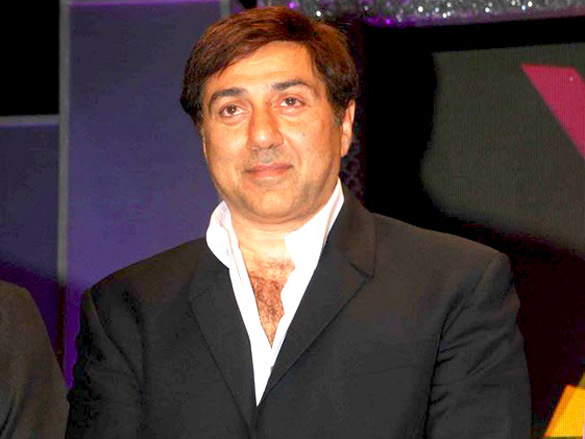

써니 데올(Sunny Deol, 1956년 10월 19일 ~ )은 인도의 배우, 영화 감독, 영화 프로듀서, 정치인이다.

## 영화
- 블랭크 (2019년)
- 포스터 보이즈 (2017년)
- 가이알 원스 어게인 (2016년)
- 아이 러브 뉴 이어 (2015년)
- 디스키얀 (2014년)
- 너티, 루니, 크레이지 2 (2013년)
- 너티, 루니, 크레이지 (2011년)
- 폭스 (2009년)
- 히어로즈 (2008년) - 브크람 셔질 역
- 더 히어로: 러브 스토리 오브 어 스파이 (2003년) - 메이저 아룬 칸나 역
- 듀티 (2001년) - 카란 싱 역
- 조르 (1998년) - 아르준 U. 싱 역
- 지트 (1996년) - 카란 역
- 가탁: 레탈 (1996년) - 카시 나스 역
- 다미니 - 라이트닝 (1993년) - 고빈드 역
- 가이알 (1990년) - 아제이 메라 역